# كويتشي كيمورا
كويتشي كيمورا (باليابانية: 木村 浩吉) (12 يوليو 1961 في آيتشي في اليابان – )؛ هو لاعب كرة قدم ياباني سابق كان يلعب كمهاجم.

## وصلات خارجية
- كويتشي كيمورا على موقع قاعدة بيانات كرة القدم.إي يو (الإنجليزية)
- كويتشي كيمورا على موقع Soccerway.com (الإنجليزية)
- كويتشي كيمورا على موقع عالم كرة القدم.نت (الإنجليزية)

- J.League Data Site (باليابانية)